# 土田博和
土田 博和（つちだ ひろかず、1949年10月31日 - ）は、日本の医師、政治家、映画監督。フジ虎ノ門グループ代表、医療法人社団青虎会理事長、社会福祉法人博友会理事長。参議院議員を1期務めた。

## 経歴
- 1968年（昭和43年） - 静岡県立沼津東高等学校を卒業[1]。
- 1975年（昭和50年） - 関西医科大学医学部を卒業。
- 1979年（昭和54年） - 虎の門病院に勤務（整形外科）。
- 1982年（昭和57年） - 静岡県御殿場市で「フジ虎ノ門整形外科」を開業（後に「フジ虎ノ門整形外科病院」となる）。
- 1984年（昭和59年） - 医療法人社団青虎会[2]理事長に就任。
- 2018年（平成30年） - 2月公開の映画、「たまゆら」の監督・原案・脚本を手掛けた[3]。
- 現在は理事長職を離れ、フジ虎ノ門グループ会長

## 政歴
- 2007年（平成19年） - 第21回参議院議員通常選挙に静岡県選挙区から無所属で立候補し、落選。
- 2009年（平成21年） - 前の参議院議員（静岡県選挙区選出）辞職に伴う、第20回参議院議員補欠選挙に民主党公認で立候補し当選。選挙戦では医師の経験から、地域医療の再生や教育改革などについて訴えた[4]。
- 2010年（平成22年） - 第22回参議院議員通常選挙に民主党の比例区から出馬し、落選。選挙後に運動員3名が買収の疑いで逮捕、有権者51名が被買収の疑いで書類送検された。
- 2013年（平成25年） - 第23回参議院議員通常選挙では当初日本維新の会静岡県選挙区公認候補（一次公認）に決定した[5]が、静岡県選挙区には望月飛竜が擁立された。土田は比例区に回ったが、次点で落選した[6]。

## 主張
- 毎日新聞2010年参院選候補者アンケートでは「選択的夫婦別姓制度」に対し「賛成」と回答した[7]。

## 著書
- 土田博和 『現役のお医者さんがホンキで書いた病院につける薬 ― お役人がイヤがる、医療改革の話』 現代書林、2001年。ISBN 4-7745-0392-4
- 土田ひろかず 『外科医の世直し大手術 ― 私は負けていない!仲間たちとの選挙奮闘記』 文芸社、2008年。ISBN 978-4-286-04804-8
- 土田ひろかず『民主党選挙のヒミツ』 洋泉社新書、2010年。ISBN 978-4-86248-577-9
- 土田ひろかず『なるほど！選挙に出てわかった 野党が勝てない理由』 ファーストプレス、2016年4月。ISBN 978-4-904336-91-5

## 出演
過去
- 土田ひろかずの人生各駅停車[8]（K-MIX、2010年3月5日 - 2010年5月28日・金曜18:30 - 18:55）
- ひとみ・ひろかずの人生各駅停車[9]（K-mix、2012年4月6日 - 2013年4月5日・金曜18:00 - 18:25、ポッドキャスティング配信実施[10]）
2013年4月19日 - 4月26日の「ひとみ・しゅんたろう[11]の人生各駅停車」にて番組打ち切り。